# Bonaire

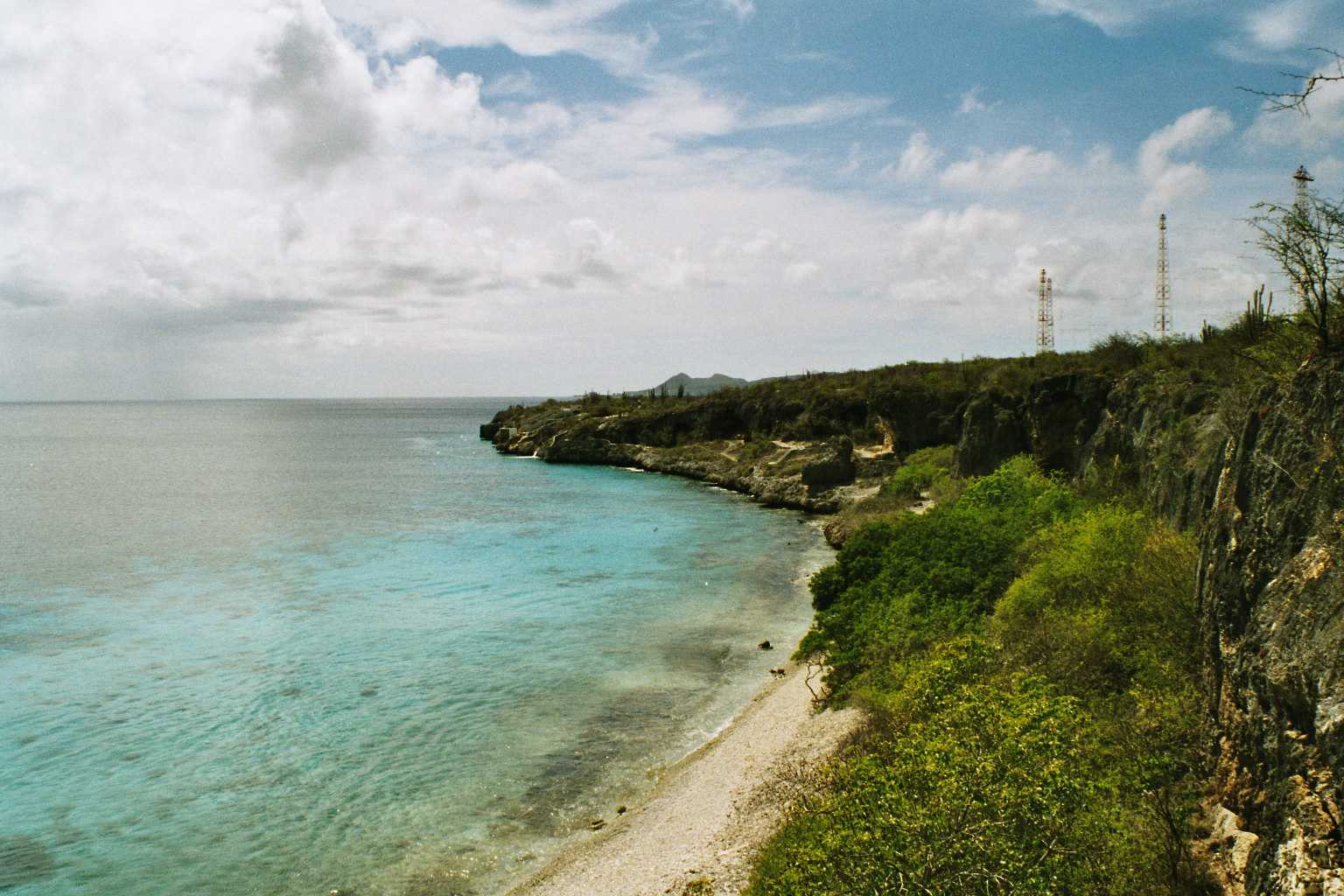
Bonaire

Bonaire (papiamento Boneiru) är en ö i Västindien och en särskild kommun (bijzondere gemeente) i Nederländerna (se Karibiska Nederländerna). Ön tillhör Nederländerna men ingår ej i EU.

## Historia
Bonaire beboddes först av Arawakindianer och den tidigast kända bosättningen på ön är daterad till 1000-talet. Ön upptäcktes den 6 september 1499 av spanjoren Alonso de Ojeda under en expedition ledd av Amerigo Vespucci och tillhörde Spanien fram till mars 1636 då den tillföll Nederländerna. Ön förvaltades först av holländska West-Indische Compagnie (Nederländska Västindiska Kompaniet) fram till år 1792 då den införlivades i Nederländska Antillerna. Åren 1800–1803 var den ockuperad av Spanien och 1807–1816 av Storbritannien för att sedan återgå till Nederländerna.
Bonaire införlivades som ett så kallat eilandgebied år 1954 i den nybildade autonoma provinsen Nederländska Antillerna. Sedan Nederländska Antillerna upphörde som autonom provins 2010 har Bonaire status som särskild kommun (bijzondere gemeenten) i Nederländerna, utanför någon särskild provins.

## Geografi
Ön är den mellersta i storlek och östligaste geografiskt av de så kallade ABC-öarna och ligger cirka 25 kilometer norr om Venezuela. Huvudön har en area på 288 km² och utanför kusten ligger den lilla obebodda ön Klein Bonaire med en area på 6 km². Bonaire är övervägande låglänt i söder och något bergigt i norr med högsta punkten Brandaris cirka 240 meter över havet.
Huvudorten Kralendijk ligger på öns södra sida strax norr om flygplatsen Flamingo International Airport, övriga större orter är Rincon och Sorobon.
Befolkningen uppgår till cirka 16 541 invånare (2012) och huvudspråken är papiamento, engelska och spanska trots att det officiella språket är nederländska. Valutan är sedan 2011 amerikanska dollar (tidigare Antillergulden).
Ön är ett erkänt dykparadis och har en marinpark, Bonaire National Marine Park, och en nationalpark, Washington Nationaal Park.